# Meeteetse, Wyoming
Meeteetse är en småstad (town) i Park County i nordvästra Wyoming i USA. Staden hade 327 invånare vid 2010 års folkräkning.

## Geografi
Meeteetse ligger i Greybull Rivers dalgång. Floden är en biflod till Bighorn River och rinner ut i Bighorn River-bäckenet från östra sidan av Absaroka Range i Klippiga bergen.

## Historia
Ortnamnet kommer från en lokal ursprungsamerikansk term för "mötesplats".

## Kultur och sevärdheter
Meeteetse har ett antal museer: Charles Belden Museum of Western Photography, Meeteetse Museum, och First National Bank Museum. Beldenmuseet ställer ut fotografen Charles Beldens bilder från 1920- och 1930-talen. Meeteetse Museum är ett lokalhistoriskt museum som bland annat behandlar den svartfotade illern, Meeteetses handelsbod, Forest Service-stugan och lokala ranchfamiljers historia. Bankmuseet ligger i den renoverade gamla First National Bank-byggnaden som är listad som historiskt minnesmärke. Förutom föremål ur bankens historia visas även tillfälliga konst- och fotoutställningar i Bankmuseet.

## Natur och djurliv
Den sista kända populationen av svartfotad iller upptäcktes i Meeteetse 1981, efter att arten under 1970-talet felaktigt troddes vara utdöd. Alla svartfotade illrar i världen idag härstammar från denna population.